# Virtuelle Arbeit
Virtuelle Arbeit ist ein Konzept der Analytischen Mechanik bzw. der Technischen Mechanik und bezeichnet
- sowohl die Arbeit, die eine Kraft an einem System bei einer virtuellen Verschiebung verrichtet,[1]
- als auch die Arbeit, die eine virtuelle Kraft an einer realen Verschiebung leistet.

Unter einer virtuellen Verschiebung versteht man eine Gestalt- oder Lageänderung des Systems, die mit den Bindungen (z. B. Lager) verträglich und „instantan“, sonst aber willkürlich und außerdem infinitesimal klein ist.
Das Prinzip der virtuellen Arbeit resultiert aus dem Prinzip der virtuellen Leistung und wird ebenso zur Berechnung des Gleichgewichts in der Statik und zum Aufstellen von Bewegungsgleichungen (d’Alembertsches Prinzip) verwendet.

## Beschreibung

### Virtuelle Verschiebung, virtuelle Arbeit
Im Folgenden wird ein N-Teilchensystem betrachtet, das durch Zwangsbedingungen eingeschränkt ist.
Eine virtuelle Verschiebung {\displaystyle \delta \mathbf {x} _{i}} ist eine fiktive infinitesimale Verschiebung des {\displaystyle i}-ten Teilchens, die mit den Zwangsbedingungen verträglich ist. Die Abhängigkeit von der Zeit wird nicht betrachtet.
Die {\displaystyle s} holonomen Zwangsbedingungen {\displaystyle f_{l}\,(\mathbf {x} _{1},\dots ,\mathbf {x} _{N},\,t)=0\,\,,\quad l=1,\dots ,s}  werden erfüllt durch Verwendung von {\displaystyle n=3N-s} generalisierter Koordinaten {\displaystyle \,q_{k}}:
{\displaystyle \delta \mathbf {x} _{i}=\sum _{k=1}^{n}{\frac {\partial \mathbf {x} _{i}}{\partial q_{k}}}\delta q_{k}}
(Die holonomen Zwangsbedingungen werden also durch Auswahl und entsprechende Reduzierung der generalisierten Koordinaten explizit eliminiert.)
Zur Erfüllung auch der anholonomen Zwangsbedingungen unterliegen die {\displaystyle \delta q_{k}}  weiteren Bedingungen, z. B. {\displaystyle r} differentiellen nicht-integrablen Gleichungen:
{\displaystyle \,\sum _{k}a_{k}^{(l)}\delta q_{k}=0\ ,\quad l=1,\ldots ,r}
Die virtuelle Arbeit, welche die Kraft {\displaystyle \mathbf {F} _{i}} bei virtueller Verschiebung {\displaystyle \delta \mathbf {x} _{i}} am {\displaystyle i}-ten Teilchen verrichten würde, ist:
{\displaystyle \delta W_{i}=\mathbf {F} _{i}\cdot \delta \mathbf {x} _{i}}

### System im Gleichgewicht
Ist das {\displaystyle N}-Teilchensystem im Gleichgewicht, so ist für jedes Teilchen die Beschleunigung gleich Null:
{\displaystyle {\ddot {\mathbf {x} }}_{i}=0}
Daher muss die resultierende Kraft auf jedes Teilchen gleich Null sein:
{\displaystyle \mathbf {F} _{i}=m_{i}{\ddot {\mathbf {x} }}_{i}=0}
Ist das System im Gleichgewicht, ist die virtuelle Arbeit der Kraft {\displaystyle \mathbf {F} _{i}} bei Verschiebung {\displaystyle \delta \mathbf {x} _{i}} gleich Null, da die Kraft selbst verschwindet:
{\displaystyle \delta W_{i}=\mathbf {F} _{i}\cdot \delta \mathbf {x} _{i}=0}
Somit ist auch die Summe über die von allen Kräften bei virtuellen Verschiebungen geleistete Arbeit gleich Null:
{\displaystyle \sum _{i=1}^{N}\mathbf {F} _{i}\cdot \delta \mathbf {x} _{i}=0}
Die resultierenden Kräfte {\displaystyle \mathbf {F} _{i}} kann man zusammensetzen aus eingeprägten Kräften {\displaystyle \mathbf {F} _{i}^{e}} und Zwangskräften {\displaystyle \mathbf {F} _{i}^{z}}:
{\displaystyle \mathbf {F} _{i}=\mathbf {F} _{i}^{e}+\mathbf {F} _{i}^{z}}
Eingesetzt in obige Beziehung:
{\displaystyle \sum _{i=1}^{N}\mathbf {F} _{i}^{e}\cdot \delta \mathbf {x} _{i}+\sum _{i=1}^{N}\mathbf {F} _{i}^{z}\cdot \delta \mathbf {x} _{i}=0}

### Prinzip der virtuellen Arbeit
Meist steht die Zwangskraft {\displaystyle \mathbf {F} _{i}^{z}} senkrecht zur virtuellen Verschiebung {\displaystyle \delta \mathbf {x} _{i}}, so dass {\displaystyle \mathbf {F} _{i}^{z}\cdot \delta \mathbf {x} _{i}=0} gilt. Dies ist z. B. der Fall, wenn die Bewegung auf Kurven oder Flächen begrenzt ist.
Es gibt allerdings Systeme, bei denen einzelne Zwangskräfte Arbeit verrichten {\displaystyle \mathbf {F} _{i}^{z}\cdot \delta \mathbf {x} _{i}\neq 0}.
Das Prinzip der virtuellen Arbeit fordert nun, dass die Summe aller von den Zwangskräften verrichteten virtuellen Arbeiten bei einem System im Gleichgewicht verschwindet:
{\displaystyle \sum _{i=1}^{N}\mathbf {F} _{i}^{z}\cdot \delta \mathbf {x} _{i}=0}
Für die eingeprägten Kräfte bedeutet das Prinzip der virtuellen Arbeit:
{\displaystyle \Rightarrow \sum _{i=1}^{N}\mathbf {F} _{i}^{e}\cdot \delta \mathbf {x} _{i}=0}
Man beachte, dass das Prinzip der virtuellen Arbeit nur ein Gleichgewichtsprinzip der Statik ist. Die Erweiterung auf die Dynamik liefert das D’Alembertsche Prinzip.

### Prinzip der virtuellen Arbeit in konservativen Systemen
In konservativen Systemen sind alle eingeprägten Kräfte von einem Potential {\displaystyle V} ableitbar:
{\displaystyle \mathbf {F} _{i}^{e}=-\nabla _{\mathbf {x} _{i}}V=-{\frac {\partial V}{\partial \mathbf {x} _{i}}}}
In diesem Fall lässt sich das Prinzip der virtuellen Arbeit
{\displaystyle \sum _{i=1}^{N}\mathbf {F} _{i}^{e}\cdot \delta \mathbf {x} _{i}=-\sum _{i=1}^{N}{\frac {\partial V}{\partial \mathbf {x} _{i}}}\cdot \delta \mathbf {x} _{i}=0}
darstellen in der Form
{\displaystyle \delta V=0}.
Hierbei ist das Symbol {\displaystyle \delta } als Variationszeichen im Sinne der Variationsrechnung aufzufassen. {\displaystyle \delta V=0} bedeutet damit die erste Variation der Potentiellen Energie.

## Beispiel

Gelenkig gelagerter Winkelhebel, die virtuelle Verschiebung ist durch den Drehwinkel δΦ charakterisiert.

An einem Winkelhebel, der frei drehbar auf einer Achse gelagert ist, greifen 2 eingeprägte Kräfte {\displaystyle \mathbf {F} _{1}} und {\displaystyle \mathbf {F} _{2}} an. Die virtuellen Verschiebungen der Kraftangriffspunkte sind {\displaystyle \delta \mathbf {x} _{1}} und {\displaystyle \delta \mathbf {x} _{2}}.
Die virtuelle Arbeit der eingeprägten Kräfte ist damit
{\displaystyle \mathbf {F} _{1}\delta \mathbf {x} _{1}-\mathbf {F} _{2}\delta \mathbf {x} _{2}=0}
Weil der Winkelhebel als starr angesehen wird, sind die Größen {\displaystyle \delta \mathbf {x} _{1}} und {\displaystyle \delta \mathbf {x} _{2}} nicht unabhängig voneinander. Ihre Abhängigkeit kann man durch die Variation {\displaystyle \delta \Phi } der generalisierten Koordinate {\displaystyle \Phi } ausdrücken (Kleinwinkelnäherung):
{\displaystyle \delta \mathbf {x} _{1}=a_{1}\delta \Phi \quad {\text{und}}}
{\displaystyle \delta \mathbf {x} _{2}=a_{2}\delta \Phi }
(Betrachtung in 2 Dimensionen:
- N = 1 Teil: Winkelhebel
- s = 1 holonome Zwangsbedingung: {\displaystyle {\frac {\delta \mathbf {x} _{1}}{a_{1}}}={\frac {\delta \mathbf {x} _{2}}{a_{2}}}=\tan \delta \Phi \approx \delta \Phi }
- r = 0 nicht-holonome Zwangsbedingungen
- n = 2N - s = 1 generalisierte Koordinate: {\displaystyle \Phi })

Damit wird die virtuelle Arbeit:
{\displaystyle (\mathbf {F} _{1}a_{1}-\mathbf {F} _{2}a_{2})\delta \Phi =0}
Da die Gleichung für beliebige {\displaystyle \delta \Phi } gilt, muss der Klammerausdruck identisch 0 sein:
{\displaystyle \Rightarrow \mathbf {F} _{1}a_{1}=\mathbf {F} _{2}a_{2}}
Also bleibt das System im Gleichgewicht, d. h., es kippt weder nach rechts noch nach links, wenn die Kräfte multipliziert mit ihrer Achsdistanz gleich groß sind.

## Prinzip der virtuellen Arbeit für dynamische Systeme
Die virtuelle Arbeit der Zwangskräfte bzw. -momente ist bei dynamischen Systemen gleich Null. Drückt man die virtuellen Verschiebungen in den generalisierten Koordinaten aus, so können mit dem Prinzip der virtuellen Arbeit Bewegungsgleichungen für große Mehrkörpersysteme aufgestellt werden.

## Alternativen
Neben dem Prinzip der virtuellen Arbeit wird auch das Prinzip der virtuellen Leistung verwendet. Sein wesentlicher Unterschied liegt darin, dass statt virtuellen Verschiebungen hier virtuelle Geschwindigkeitsvariationen benutzt werden.
In der Statik wird dieses Prinzip selten angewendet, jedoch erweist sich seine Erweiterung auf dynamische Systeme, das Prinzip von Jourdain, als vorteilhaft, da dort nichtholonome Bedingungen elegant berücksichtigt werden können.